# Légion géorgienne (Ukraine)
Pour les articles homonymes, voir Légion géorgienne.

Insigne du bataillon.

La Légion géorgienne, en ukrainien : Грузинський національний легіон (Hruzynsʹkyy natsionalʹnyy lehion), en géorgien : ქართული ლეგიონი (kartuli Legioni), dénommée aussi Légion nationale géorgienne, est une entité paramilitaire puis militaire formée par des volontaires d'origine géorgienne combattant aux côtés de l'Ukraine lors de la guerre du Donbass, puis durant l'invasion par la Russie. L'entité est créée en 2014 dans le but déclaré « de résister à l'agression russe ». Le leader du groupe est Mamouka Mamoulachvili, un ancien officier géorgien,.
Ses membres sont répartis depuis 2022 dans les unités de la Légion internationale pour la défense territoriale de l'Ukraine et du GUR MOU.

## Historique

### Création
La Légion géorgienne est fondée en avril 2014 par Mamouka Mamoulachvili, un commandant géorgien qui a combattu dans la guerre de 1992-1993 en Abkhazie, dans la première guerre de Tchétchénie et dans la guerre russo-géorgienne de 2008. La légion, composée à l'origine de 10 Géorgiens, s'occupe d'abord de missions d'instruction, puis très rapidement de missions de combats
En 2016, il y a au moins 100 combattants volontaires géorgiens dans les rangs de la Légion. La plupart d'entre eux sont d'anciens militaires des Forces armées géorgiennes ayant une expérience militaire, des vétérans de la guerre de 2008 avec la Russie et des missions internationales en Irak et en Afghanistan. Le 5 février 2015, le service des Géorgiens est récompensé par le chef de l'Église orthodoxe ukrainienne, le philarète de Kiev, qui décerne à 29 combattants géorgiens une médaille pour leur « amour et sacrifice pour l'Ukraine »,. Plus tard, la Légion géorgienne est rejointe par plus de combattants étrangers d'Allemagne, des États-Unis, du Royaume-Uni, d'Australie, de Grèce, d'Azerbaïdjan, de Moldavie, d'Arménie et d'Israël.
La participation de Géorgiens de manière individuelle du côté ukrainien est, dans une certaine mesure, encouragée par l'ancien président de Géorgie Mikheil Saakachvili, alors basé en Ukraine, et ses associés du parti du Mouvement national uni de Géorgie,. La mort au combat le 19 décembre 2014 d'Alexandre Grigolachvili, première victime au sein de la Légion, déclenche une polémique en Géorgie. Dans sa déclaration, le ministère géorgien de la Défense impute la mort de Grigolachvili aux « représentants des anciennes autorités », faisant référence à l'ancien président Saakachvili et à ses alliés. À la suite d'un tollé, le ministère retire la déclaration de son site Web et s'excuse pour son texte.

### Intégration à l'armée ukrainienne
En février 2016, des volontaires de la Légion géorgienne forment la 3e compagnie du 25e bataillon d'infanterie mécanisé « Kyiv Rus » des forces armées ukrainiennes qui combat dans l'est de l'Ukraine sous le commandement général de la 54e brigade mécanisée,. D'autres volontaires sont intégrés dans différentes unités ukrainienne.
En janvier 2018, la Légion annonce le retrait de ses volontaires de la 54e brigade mécanisée invoquant « l'incompétence » du commandement de la brigade. Ce retrait intervient après une opération coûteuse menée près de Svitlodarsk le 16 décembre 2017, qui blesse onze combattants géorgiens. La formation géorgienne affirme également que le commandement ukrainien priverait volontairement de munitions les combattants géorgiens en raison de leur nationalité. Cependant, la 54e brigade dément ces accusations en nient toute existence d'une unité nommée Légion géorgienne au sein de sa brigade et déclare que tous les membres étrangers de l'unité sont intégrés avec le statut de personnels militaires rattachés aux forces armées ukrainiennes.
Le commandant de la Légion, Mamouka Mamoulachvili, déclare que la légion géorgienne reste attachée à la cause ukrainienne et est transférée dans une autre brigade. Il ajoute que la décision n'est pas liée à un conflit politique entre Mikheïil Saakachvili et le président ukrainien Petro Porochenko.

### Invasion de l'Ukraine par la Russie
L'unité est engagée lors de l'invasion de l'Ukraine par la Russie, à partir de février 2022,.
En juin 2023, les membres de la légions sont originaires de 33 nations différentes.
Le 14 juin 2024, la Russie désigne la Légion géorgienne comme une organisation terroriste.
En août 2024, des volontaires de la légion, originaires d'Abkhazie et d'Ossétie du Sud sont signalés dans la région de Koursk au sein des unités de la Légion internationale pour la défense territoriale de l'Ukraine

## Financement
Les soldats de la Légion géorgienne, en plus du matériel et de l'équipement fourni par l'armée ukrainienne (dépendant de leurs unités d'appartenance), financent une partie de leur matériel grâce à leur site géorgien de collecte de dons.
En mai 2022, le mouvement NAFO, une communauté de soutien à l'Ukraine en ligne, lance des appels aux dons au bénéfice de la Légion géorgienne,.

## Controverses
À partir de l'été 2024, l'organisation est critiquée, notamment pour son manque de transparence dans l'usage des dons récoltés.

## Insigne de manche
L'insigne de manche de la formation a été imaginé et dessiné par le sergent Alexandre (Aleko) Grigolachvili (uk). Cet insigne se porte sur l'épaule gauche, en plus des insignes d'unité d'appartenance.
Description de l'insigne :

Insigne de manche de la formation en 2024.

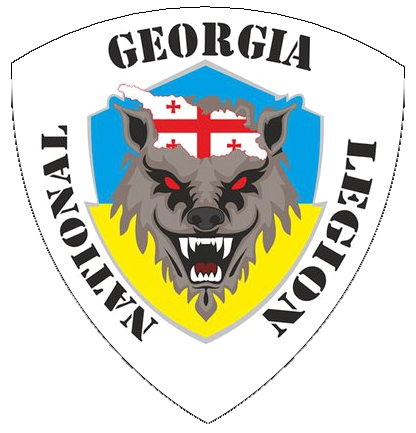
Insigne de manche de la formation à partir de 12 2014.

- insigne d'arme : sur les couleurs bleu et jaune, une tête de loup aux yeux rouges de face coiffée d'une carte de la Géorgie aux couleurs du drapeau géorgien ;
- insigne d'épaule de combat : même chose mais avec des couleurs désaturées pour des raisons de camouflage.

Symbolique des figures et couleurs utilisées :

- le loup représente la liberté et le refus de la domestication. Une légende géorgienne dit que les Géorgiens étaient appelés Loups à l'époque de l'Empire assyrien[19] ;
- les couleurs bleu et jaune du drapeau ukrainien représentent le ciel ukrainien et les champs ukrainiens ;
- la carte de la Géorgie d'avant 2008 aux couleurs du drapeau géorgien coiffant le loup symbolise l'aide des patriotes géorgiens à l'Ukraine.

|                       |
| Drapeau de la Géorgie |

|                                                                                     |
| Carte de la Géorgie, avec, lisérés de rouge, les territoires occupés par la Russie. |

|                       |
| Drapeau de l'Ukraine. |

## Pertes

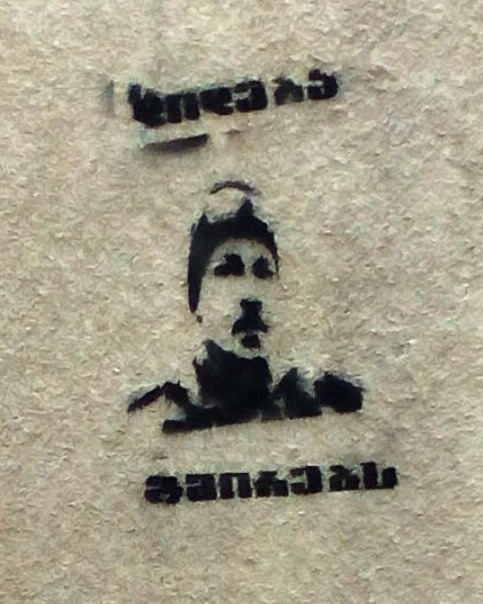
« Gloire aux héros », un graffiti au pochoir à Tbilissi, représentant le volontaire Alexander Grigolachvili, en 2015.

- 19 décembre 2014 – sergent subalterne Alexandre (Aleko) Grigolachvili, compagnie de reconnaissance du 24e bataillon d'assaut distinct « Aidar », lieutenant supérieur de la police géorgienne, capitaine de réserve des forces armées géorgiennes, mort au combat près du village de Stary Aidar (uk) (oblast de Louhansk), indicatif d'appel « Alien »[20],[18],[21].
- du 24 au 25 février 2022, la formation enregistre 32 morts au combat durant la Bataille de l'aéroport de Hostomel[6].